# Österreichische Privatuniversitätenkonferenz
Die Österreichische Privatuniversitätenkonferenz (ÖPUK), der Zusammenschluss aller akkreditieren Privatuniversitäten Österreichs, ist ein 2008 gegründeter Verein, dessen Aufgabe es ist, die Interessen der Privatuniversitäten und damit die Förderung von Wissenschaft und Forschung zu unterstützen. Die ÖPUK ist das Pendant zur Österreichischen Universitätenkonferenz (Uniko), dem Verband der staatlich finanzierten Universitäten in Österreich, bzw. zur Österreichischen Fachhochschul-Konferenz (FHK), dem Dachverband der Fachhochschulen in Österreich.
Um in Österreich als Privatuniversität tätig zu sein, bedarf es einer Akkreditierung durch die AQ Austria. Die Erstakkreditierung bezieht sich sowohl auf die Institution selbst als auch auf die zu diesem Zeitpunkt beantragten Studiengänge. Die Privatuniversitäten-Akkreditierungsverordnung (PU-AkkVO) gibt die Regelungen vor, die notwendig sind, um ein Studium dem Qualitätstest zu unterziehen.

## Geschichte
Im Jahr 1999 wurde ein Bundesgesetz (UniAkkG, BGBl 1999/168) beschlossen, welches erstmals die Gründung von Privatuniversitäten durch juristische Personen mit Sitz in Österreich ermöglichte.
Im Juli 2011 wurde das Recht der Privatuniversitäten durch Erlassung des Qualitätssicherungsrahmengesetzes (QSRG, BGBl 2011/74) auf eine gänzlich neue Grundlage gestellt. Zentraler Bestandteil des QSRG war die Schaffung eines sektorenübergreifenden Systems zur externen und internen Qualitätssicherung des tertiären Sektors. Das im QSRG enthaltene Hochschul-Qualitätssicherungsgesetz (HS-QSG) sowie das Privatuniversitätengesetz (PUG) traten mit 1. März 2012 in Kraft und lösten das bisherige UniAkkG ab. Die Bestimmungen über das Akkreditierungsverfahren von Privatuniversitäten fanden sich fortan – als Teil der Qualitätssicherung im postsekundären Bereich – im HS-QSG (§§ 24 ff leg cit). Die Agentur für Qualitätssicherung und Akkreditierung Austria (AQ Austria) wurde 2012 auf der Basis des HS-QSG als Qualitätssicherungsagentur für die österreichischen Hochschulen gegründet.
Mit Inkrafttreten am 1. Januar 2021 hat der Gesetzgeber das bisherige Privatuniversitätengesetz aufgehoben und das Privathochschulgesetz (PrivHG) in BGBl I 2020/77 neu erlassen. Die Einführung des neuen Typus „Privathochschule“ führt zu einer Differenzierung dieses Hochschulsektors. Die Bezeichnung „Privatuniversität“ bleibt dabei jenen Einrichtungen vorbehalten, die zusätzliche Anforderungen erfüllen (§ 4 Abs. 1 PrivHG):
1. Nachweis einer Mindestanzahl an hauptberuflichen und nach international kompetitiven Standards besetzten Professuren, welche die Kernkompetenzen der angebotenen Fachbereiche abdecken;
2. Nachweis der Forschungsleistungen der Fachbereiche nach internationalen Standards und Kriterien;
3. Nachweis der Maßnahmen zur Förderung des wissenschaftlichen und wissenschaftlich-künstlerischen Nachwuchses;
4. Erfüllung der Voraussetzungen zur Akkreditierung eines Doktoratsstudiums.

Die Österreichische Privatuniversitätenkonferenz, die mit dem Hochschul-Qualitätssicherungsgesetz 2011 auch Sitz und Stimme in der Generalversammlung der AQ Austria erlangt hat, wurde am 15. Mai 2014 in die Österreichische Hochschulkonferenz (HSK) aufgenommen, womit eine neue Qualität des Dialogs mit anderen Stakeholdern des österreichischen Hochschulraums ermöglicht wurde. Es folgte außerdem die Aufnahme der Studierenden österreichischer Privatuniversitäten in die österreichische Hochschülerinnen- und Hochschülerschaft (HSG 2014, BGBl. I 2014/45), die Aufnahme von Vertreterinnen und Vertretern der Privatuniversitäten in die Delegiertenversammlung des FWF (Wissenschaftsfonds-Novelle 2015, BGBl I 2015/110) und in die NQR Steuerungsgruppe (NQR-Gesetz 2016, BGBl I 2016/14). Studierenden von Privatuniversitäten wurde der Zugang zu Studienabschlussstipendien ermöglicht, der Ars Docendi Award des BMWFW wurde in einer Aktion zur Förderung der Lehre von Mitarbeitern aller österreichischen Hochschulen überarbeitet.
Ab 1. Januar 2021 ist die Österreichische Privatuniversitätenkonferenz auch paritätisch in der (von 23 auf 14 Mitglieder verkleinerten) Generalversammlung der AQ Austria mit zwei Vertretern repräsentiert (§ 11 Abs. 1 HS-QSG).
Das erste Treffen der Österreichischen Privatuniversitätenkonferenz fand in Wien statt. Im April 2022 wurde ein offizielles Büro der Organisation in Wien (Österreich) eingerichtet und eine Generalsekretärin mit der Leitung beauftragt.
Neben der internen Koordination der österreichischen Privatuniversitäten vertritt die Österreichische Privatuniversitätenkonferenz die Anliegen der Universitäten in internationalen und nationalen Angelegenheiten und in der Öffentlichkeit, so ist die ÖPUK unter anderem auch Gründungsmitglied des Dachverbands der europäischen Privatuniversitäten, der European Union of Private Higher Education (EUPHE).
Mitglieder der Österreichischen Privatuniversitätenkonferenz sind die privaten Universitäten gemäß Privatuniversitäts- (PUG 2020) bzw. Privathochschulgesetz (PrivHG 2022), die in der Plenarversammlung durch den jeweiligen Rektor oder die Rektorin vertreten sind. Derzeit sind dies 16 österreichische Privatuniversitäten als ordentliche Mitglieder, außerdem zwei österreichische Privathochschulen und eine Privatuniversität aus Liechtenstein als außerordentliche Mitglieder.
- Anton Bruckner Privatuniversität in Linz
- Bertha von Suttner Privatuniversität St. Pölten
- Central European University Privatuniversität – CEU in Wien
- University of Sustainability – Charlotte Fresenius Privatuniversität in Wien
- Danube Private University in Krems an der Donau
- Gustav Mahler Privatuniversität in Klagenfurt am Wörthersee
- Jam Music Lab Private University for Jazz and Popular Music Vienna in Wien
- Joseph Haydn Privathochschule in Eisenstadt
- Karl Landsteiner Privatuniversität für Gesundheitswissenschaften in Krems an der Donau
- Katholische Privat-Universität Linz
- Modul University Vienna in Wien
- Musik und Kunst Privatuniversität der Stadt Wien
- New Design University Privatuniversität in St. Pölten
- Paracelsus Medizinische Privatuniversität in Salzburg
- Sigmund Freud Privatuniversität Wien in Wien
- Stella Vorarlberg Privathochschule für Musik -früher: Vorarlberger Landeskonservatorium- (außerordentliches Mitglied)
- Private Universität im Fürstentum Liechtenstein in Triesen, Liechtenstein (außerordentliches Mitglied)
- UMIT Tirol – Private Universität für Gesundheitswissenschaften und -technologie in Hall in Tirol
- Webster Vienna Private University in Wien (auch in den USA akkreditiert)

## Vorsitzende
- Martin Rummel (seit 2024)[11][12]
- Karl Wöber (2012–2024)
- Marianne Betz (2008–2012)
- Bernhard Tilg (2007–2008)